# Károly Lőwy
Károly Lőwy (sau Lőwi) (n. 24 noiembrie 1925, Timișoara, România – d. 6 decembrie 2018, Cluj-Napoca, România), cunoscut și drept Carol Lőwy, a fost un medic pediatru, scriitor în domeniul medical, eseist și translator român de origine maghiară. El a fost tatăl lui Dániel Lőwy, chimist și istoric în domeniul Holocaustului, fiind căsătorit cu Maya Lőwy Naschitz. 